# 长庆桥镇
长庆桥镇，是中华人民共和国甘肃省庆阳市宁县下辖的一个乡镇级行政单位。

## 行政区划
长庆桥镇下辖以下地区：
泾城社区、先锋村、贺家川村、长庆桥村、叶王川村和西塬村。